# 平井喜美
平井 喜美（ひらい よしみ、1980年11月13日 - ）は、日本の女性歌手。

## 人物
- 平尾昌晃ミュージックスクール出身。
- 特技は、ネイルアート。CGデザイン。自身のネイルも自分で行っている。
- 趣味は、サックス・ドラム・ピアノ。

## ディスコグラフィ

### シングル
1. ONLY ONE／Dirty Face （2002年11月11日）
2. Feel! （2004年5月26日）
3. 雪の奇跡／REAL RELATION／raindrops （2005年10月19日）
4. Pride／Realized （2006年11月11日）
5. LISTEN TO THE MUSIC／game over／ichigo （2007年11月11日）

### アルバム
1. Y's treasure （2008年11月11日）

## 出演
- 野爆うめだFandango!（平尾昌晃ミュージックスクールでのロケVTRに出演）